# ام‌وی پنت-اون
ام‌وی پنت-اون (به انگلیسی: MV Pont-Aven) یک کشتی است که طول آن ۱۸۴٫۳ متر (۶۰۴٫۷ فوت) می‌باشد. این کشتی در سال ۲۰۰۳ ساخته شد.